# Regla del paralelogramo
En matemática, la forma más simple de la regla del paralelogramo pertenece a la geometría elemental. Ésta postula que la suma de los cuadrados de las longitudes de los cuatro lados de un paralelogramo es igual a la suma de los cuadrados de las longitudes de las dos diagonales de este. Utilizando la notación del paralelogramo mostrado en la figura de la derecha, se puede escribir matemáticamente como:  
{\displaystyle (AB)^{2}+(BC)^{2}+(CD)^{2}+(DA)^{2}=(AC)^{2}+(BD)^{2}.\,}
En el caso de que el paralelogramo sea un rectángulo, las dos diagonales son iguales y la ley se reduce al teorema de Pitágoras.

## Regla del paralelogramo para espacios con producto interno

Vectores involucrados en la ley del paralelogramo.

En espacios provistos de producto escalar, la definición de la ley del paralelogramo se reduce a la identidad algebraica
{\displaystyle 2\|x\|^{2}+2\|y\|^{2}=\|x+y\|^{2}+\|x-y\|^{2}}
donde
{\displaystyle \|x\|^{2}=\langle x,x\rangle .\,}
es el producto escalar normado.

## Espacios vectoriales normados que satisfacen la regla del paralelogramo
La mayoría de espacios vectoriales normados reales y complejos no poseen producto interno, pero todos los espacios vectoriales normados tienen norma (por definición), y por lo tanto se puede evaluar las expresiones a ambos lados del "=" en la identidad anterior. Un hecho notable es que si la identidad anterior se mantiene, entonces la norma debe surgir de la manera habitual de algún producto interno. Además, el producto interno que se genera mediante la norma es único, como consecuencia de la identidad de polarización, en el caso real, este viene dado por:
{\displaystyle \langle x,y\rangle ={\|x+y\|^{2}-\|x-y\|^{2} \over 4},\,}
o, equivalentemente, por
{\displaystyle {\|x+y\|^{2}-\|x\|^{2}-\|y\|^{2} \over 2}\ \ {\rm {{\acute {o}}\ \ {\|x\|^{2}+\|y\|^{2}-\|x-y\|^{2} \over 2}.\,}}}
En el caso complejo, este es dado por
{\displaystyle \langle x,y\rangle ={\|x+y\|^{2}-\|x-y\|^{2} \over 4}+i{\|ix-y\|^{2}-\|ix+y\|^{2} \over 4}.}